# Lotniczy karabin maszynowy Typ 97
Lotniczy karabin maszynowy Typ 97 – japoński lotniczy karabin maszynowy kalibru 7,7 mm z okresu II wojny światowej używany w samolotach Japońskiej Cesarskiej Marynarki Wojennej. Karabin był modyfikowaną kopią brytyjskiego Vickersa.

## Nazwa
Oznaczenie karabinu, wzór 97, oznacza rok wprowadzenia go do służby według kalendarza japońskiego (Kōki 2597), czyli 1937 według kalendarza gregoriańskiego.

## Historia
Karabin Typ 97, podobnie jak używany przez Armię Typ 89, był licencyjnie budowaną kopią brytyjskiego Vickersa E, ale w odróżnieniu od karabinu Armii używał oryginalnej brytyjskiej amunicji .303 British.
W porównaniu do innego japońskiego karabinu Marynarki budowanego na licencji brytyjskiej, Typ 92, karabiny Typ 97 były wielokrotnie modyfikowane i modernizowane, w momencie zakończenia wojny w użyciu był karabin z oznaczeniem 3 gata kai 2 (model 3, modyfikacja 2).
Karabin używany był jako stały karabin maszynowy w japońskich myśliwcach, między innymi w słynnym japońskim myśliwcu „Zero”. Typ 97 bardzo był bardzo prosty do synchronizacji i najczęściej był montowany w osłonie silnika, strzelając przez śmigło.